# Inner-Trolltjärnen
Inner-Trolltjärnen är en sjö i Vännäs kommun i Västerbotten och ingår i Umeälvens huvudavrinningsområde.